# Tournoi européen Jean-Galia 2012
Le tournoi européen Jean-Galia 2012 (ou Euro-Nations 2012) (en anglais International Triangular Series ou 2012 Autumn International Series) est une compétition européenne de rugby à XIII entre l'Angleterre, la France et le pays de Galles qui se déroulera du 20 octobre au 11 novembre 2012 dans chacun de ces pays .
Ce tournoi est disputé par les trois plus grandes nations européennes. En l’absence d’une édition du Tournoi des quatre nations en 2012, il sert à préparer la coupe du monde 2013. Les autres nations européennes participant à la coupe du monde 2013 participent à la coupe d'Europe 2012.

## Matchs de préparation
| 16 juin 2012 | Pays de Galles                                                            | 16-28 (4-12) | France                                                                                     | Racecourse Ground, Wrexham, Pays de Galles 1 464 spectateurs Arbitre : James Child |
| 16 juin 2012 | Essai(s) : Williams (39e, 60e), James (52e) Transformation(s) : Jones (2) |              | Essai(s) : Stacul (15e, 68e), Mounis (32e), Griffi (48e, 56e) Transformation(s) : Bosc (4) | Racecourse Ground, Wrexham, Pays de Galles 1 464 spectateurs Arbitre : James Child |
| 16 juin 2012 |                                                                           |              |                                                                                            | Racecourse Ground, Wrexham, Pays de Galles 1 464 spectateurs Arbitre : James Child |

| 16 juin 2012 | Angleterre                                                        | 18-10 (12-4) | Exiles                                              | Langtree Park, St-Helens, Angleterre 11 083 spectateurs Arbitre : Ben Thaler |
| 16 juin 2012 | Essai(s) : Hock, Tickle, Tomkins Transformation(s) : Sinfield (3) |              | Essai(s) : Meli, Millard Transformation(s) : Dureau | Langtree Park, St-Helens, Angleterre 11 083 spectateurs Arbitre : Ben Thaler |
| 16 juin 2012 |                                                                   |              |                                                     | Langtree Park, St-Helens, Angleterre 11 083 spectateurs Arbitre : Ben Thaler |

| 4 juillet 2012 | Angleterre                                                                  | 20-32 (10-16) | Exiles                                                                             | Galpharm Stadium, Huddersfield, Angleterre 7 865 spectateurs Arbitre : Ben Thaler |
| 4 juillet 2012 | Essai(s) : Atkins, Charnley, Briscoe, Cudjoe Transformation(s) : Brough 2/4 |               | Essai(s) : Hodsgon (2), Dureau, Monaghan, Meli (2) Transformation(s) : Hodgson 4/6 | Galpharm Stadium, Huddersfield, Angleterre 7 865 spectateurs Arbitre : Ben Thaler |
| 4 juillet 2012 |                                                                             |               |                                                                                    | Galpharm Stadium, Huddersfield, Angleterre 7 865 spectateurs Arbitre : Ben Thaler |

## Résultats
Première journée
| 20 octobre 2012 | France                                                                                                 | 20-6 (18-6) | Pays de Galles                                              | Stade Bollaert-Delelis, Lens, France 11 628 spectateurs Arbitre : Richard Silverwood |
| 20 octobre 2012 | Essai(s) : Bemba (32e), Stacul (36e), Bosc (38e) Transformation(s) : Bosc (3) Pénalité(s) : Bosc (48e) |             | Essai(s) : David James (2e) Transformation(s) : Seamark (1) | Stade Bollaert-Delelis, Lens, France 11 628 spectateurs Arbitre : Richard Silverwood |
| 20 octobre 2012 | |             |                                                             | Stade Bollaert-Delelis, Lens, France 11 628 spectateurs Arbitre : Richard Silverwood |

Deuxième journée
| 27 octobre 2012 | Pays de Galles                                                         | 12-80 (6-26) | Angleterre | Racecourse Ground, Wrexham, Pays de Galles 4 014 spectateurs Arbitre : Thierry Alibert |
| 27 octobre 2012 | Essai(s) : Roets (39e), Flemming (45e) Transformation(s) : Seamark (2) |              | Essai(s) : Hall (10e, 41e), Charnley (16e, 53e, 65e, 72e), Hardaker (18e, 30e), Watkins (26e), Ellis (50e), Burrow (60e), Cudjoe (68e, 77e), Jones-Buchanan (75e) Transformation(s) : Sinfield (12) | Racecourse Ground, Wrexham, Pays de Galles 4 014 spectateurs Arbitre : Thierry Alibert |
| 27 octobre 2012 |                                                                        |              | | Racecourse Ground, Wrexham, Pays de Galles 4 014 spectateurs Arbitre : Thierry Alibert |

Troisième journée
| 3 novembre 2012 | Angleterre | 44-6 (20-0) | France                                                | MS3 Craven Park, Hull, Angleterre Arbitre : Shane Rehm |
| 3 novembre 2012 | Essai(s) : Watkins (7e, 23e, 80e), Briscoe (18e, 50e), Tomkins (28e, 43e), Sinfield (67e) Transformation(s) : Sinfield (6) |             | Essai(s) : Bentley (70e) Transformation(s) : Bosc (1) | MS3 Craven Park, Hull, Angleterre Arbitre : Shane Rehm |
| 3 novembre 2012 | |             |                                                       | MS3 Craven Park, Hull, Angleterre Arbitre : Shane Rehm |

## Classement
| Rang | Nation         | J | V | N | D | Pm  | Pe  | Diff | Pts |
| ---- | -------------- | - | - | - | - | --- | --- | ---- | --- |
| 1    | Angleterre     | 2 | 2 | 0 | 0 | 124 | 18  | +106 | 4   |
| 2    | France         | 2 | 1 | 0 | 1 | 26  | 50  | -24  | 2   |
| 3    | Pays de Galles | 2 | 0 | 0 | 2 | 18  | 100 | -82  | 0   |

|  | Qualifiés pour la finale |

## Finale
| 11 novembre 2012 | Angleterre | 48-4 (18-0) | France                | Salford City Stadium, Barton-upon-Irwell, Angleterre 11 000 spectateurs |
| 11 novembre 2012 | Essai(s) : Hall (8e, 24e, 45e, 64e), Tomkins (30e, 60e), Charnley (43e), Burrow (70e) Transformation(s) : Sinfield (8) |             | Essai(s) : Pala (79e) | Salford City Stadium, Barton-upon-Irwell, Angleterre 11 000 spectateurs |
| 11 novembre 2012 | |             |                       | Salford City Stadium, Barton-upon-Irwell, Angleterre 11 000 spectateurs |